# Funeral Rave
Funeral Rave è il secondo album in studio del gruppo musicale russo Little Big, pubblicato il 21 dicembre 2015.

## Tracce
Testi di Il'ja Prusikin, Sergej Makarov e Sergej Rahmaninov, eccetto dove indicato, musiche di Il'ja Prusikin e Sergej Makarov.
1. To Party (feat. Danny Zuckermann & DenDerty) – 4:13 (testo: Il'ja Prusikin, Sergej Makarov, Sergej Rahmaninov – musica: Danny Zuckermann, Denis Valer'evič Burašnikov, Il'ja Prusikin, Sergej Makarov)
2. Brighton Beach – 3:23 (musica: Il'ja Prusikin, Mr. White, Sergej Makarov, Tima Čornyj)
3. Give Me Your Money (feat. Tommy Cash) – 3:18 (testo: Il'ja Prusikin, Sergej Makarov, Sergej Rahmaninov, Thomas Tammemets – musica: Alina Pjazok, Denis Glazin, Il'ja Prusikin, Sergej Makarov)
4. The Sign – 5:05
5. Big Dick – 2:40
6. Fucking Asshole – 3:07
7. Kind Inside, Hard Outside (Fighting Putin vs. Obama) – 4:35 (musica: Dmitrij Dupljakin, Andrea Gribanov, Il'ja Prusikin, Sergej Makarov)
8. Dead Unicorn – 4:36 (musica: Il'ja Prusikin, Sergej Makarov, Sergej Rahmaninov, Taras Umanskij)
9. Hateful Love (feat. Danny Zuckermann) – 3:24 (musica: Il'ja Prusikin, Sergej Makarov, Danny Zuckermann)
10. Funeral Rave – 4:08 (musica: Il'ja Prusikin, Sergej Makarov)
11. Poljuško Pole (feat. Killaheadz) – 4:49 (musica: Dmitrij Dupljakin, Andrea Gribanov, Il'ja Prusikin, Sergej Makarov)